# 星风的天宫图
星风的天宫图（日语：星風のホロスコープ）是日本歌手Nomico的第7张单曲，2011年5月27日由波丽佳音发布。

## 简介
距离前作《ランドセリング☆》发表约4个月。是2011年的第2张单曲。《星风的天宫图》这首歌是日本电视动画《架向星空之桥》的主题曲。

## 收录曲
1. 星风的天宫图 [3:45]
作詞、作曲：上松範康（Elements Garden）、編曲：藤間仁（Elements Garden）
  - 日本电视动画《架向星空之桥》片头曲
2. 忘れない夢の丘 [4:43]
作詞：Le ciel、作曲・編曲：藤田淳平（Elements Garden）
3. 星风的天宫图（inst.）
4. 忘れない夢の丘（inst.）